# Друга посланица Петрова
Најважнија Порука ове посланице је да је Свето писмо Богом надахнута књига. Подвлачи извесност другог Христовог доласка мада наводи да је дан долазак његовог неизвестан.